# Willibald Katteneder
Willibald Katteneder (* 20. März 1968 in Rechberg) ist ein österreichischer Bildhauer, Installationskünstler und Natur- und Landschaftsvermittler im Naturpark Mühlviertel.

## Weben und Wirken
Katteneder absolvierte von 1983 bis 1987 eine Bildhauerlehre in Pasching. Er studierte ab 1988 an der Kunsthochschule Linz bei Erwin Reiter in der Meisterklasse Bildhauerei. 1995/96 verfügte er dort über einen Lehrauftrag für Holzgestaltung. Gemeinsam mit Nikola Jakadofsky arbeitet er seit 1996 in einem Atelier in Rechberg.
Der Künstler lässt sich von Landschaften, Standorten oder architektonischen Strukturen bei seiner Arbeit inspirieren. Er verwendet bewusst einfache Materialien, denen nicht der Hauch des Edlen, Elitären und Unberührbaren anhaftet.

## Werke
- Jubiläumsbrunnen Gürtelstraße, Linz, 1990 (1. Preis des Brunnenwettbewerbs der Stadt Linz, 1989)[2]
- Skulptur im Skulpturenpark des Botanischen Gartens der Stadt Linz, 2002[3]
- LandART-Projekte im Rahmen der Donaufestwochen (jährlich seit 2004)[4]

## Auszeichnungen
- Gemeinsam mit Nikola Jakadofsky: Oberösterreichischer Landespreis für Umwelt und Natur, 2008 (in Verbindung mit einer Sonderausstellung zum Thema footprint – unser ökologischer Fußabdruck und wie wir ihn verkleinern können, 2008 und 2009, Großdöllnerhof)[5]